# Zafar Majmadov
Zafar Majmadov –en ruso, Зафар Махмадов– (21 de abril de 1987) es un deportista ruso que compitió en judo. Ganó una medalla de bronce en el Campeonato Europeo de Judo de 2012, en la categoría de –100 kg.

## Palmarés internacional
| Campeonato Europeo | Campeonato Europeo  | Campeonato Europeo | Campeonato Europeo |
| Año                | Lugar               | Medalla            | Categoría          |
| ------------------ | ------------------- | ------------------ | ------------------ |
| 2012               | Cheliábinsk (Rusia) | Medalla de bronce  | –100 kg            |